# جورج إي. سبرينغ
جورج إي. سبرينغ هو سياسي أمريكي، ولد في 27 أكتوبر 1859، وتوفي في 25 يناير 1917. نشط حزبياً في الحزب الجمهوري. وقد انتخب عضو مجلس ولاية نيويورك ‏.